# ايرسبيد فايسروي
ايرسبيد فايسروي (بالإنجليزية: Airspeed Viceroy) هي طائرة سباق، أحادية السطح، بمحركين. أنتجت في المملكة المتحدة. من صناعة ايرسبيد المحدودة. كان أول طيران لها في 1934. دخلت الخدمة في 1934.